# Michel Miklík
Michel Miklík (* 31. Juli 1982 in Piešťany, Tschechoslowakei) ist ein slowakischer Eishockeyspieler, der seit 2020 bei den Bratislava Capitals in der ICE Hockey League unter Vertrag steht.

## Karriere
Michel Miklík begann seine Karriere als Eishockeyspieler in der Jugend des ŠHK 37 Piešťany, in der er bis 1998 aktiv war. Nach zwei Jahren Pause wechselte der Flügelspieler 2000 in die Nachwuchsabteilung des MHk 32 Liptovský Mikuláš, für dessen Profimannschaft er in der Saison 2001/02 sein Debüt in der Extraliga gab, wobei er in seinem Rookiejahr in 15 Spielen punkt- und straflos blieb. Während seiner Zeit bei Liptovský Mikuláš, spielte er in der Saison 2004/05 zudem in zwei Partien für den Zweitligisten SaHK Iskra Banská Bystrica, sowie in der Saison 2005/06 in 22 Spielen, in denen er sieben Scorerpunkte, darunter vier Tore, für den MsHK Žilina erzielte. Im Sommer 2007 wurde Miklik vom HC Košice verpflichtet, mit dem er in der Saison 2008/09 erstmals Slowakischer Meister wurde.

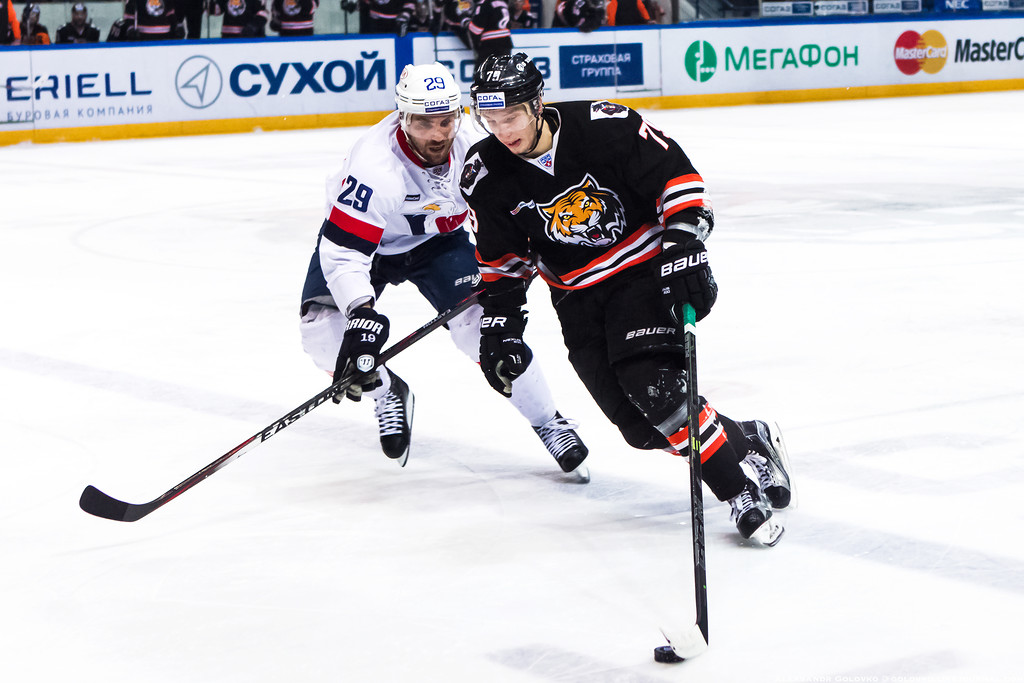
Michel Miklík (links) im Trikot des HC Slovan Bratislava (2016)

Im Sommer 2009 tauschte ihn der HC Košice gegen Peter Mikuš vom HC Dukla Trenčín ein. Zur Saison 2010/11 kehrte er jedoch bereits wieder zum HC Košice zurück und wurde mit der Mannschaft am Saisonende zum zweiten Mal Slowakischer Meister.
Zwischen 2012 und 2014 war Miklík für den HC Slovan Bratislava in der Kontinentalen Hockey-Liga aktiv und gehörte dabei zu den Leistungsträgern im Team. In der Saison 2013/14 war er zudem mit 32 Scorerpunkten teaminterner Topscorer des HC Slovan. Im Mai 2014 wurde er von Amur Chabarowsk verpflichtet und stand dort bis September 2015 unter Vertrag. Anschließend kehrte er zu Slovan zurück.

## Erfolge und Auszeichnungen
- 2009 Slowakischer Meister mit dem HC Košice
- 2011 Slowakischer Meister mit dem HC Košice

### International
- 2012 Silbermedaille bei der Weltmeisterschaft